# Holz- und Fabrikenhafen

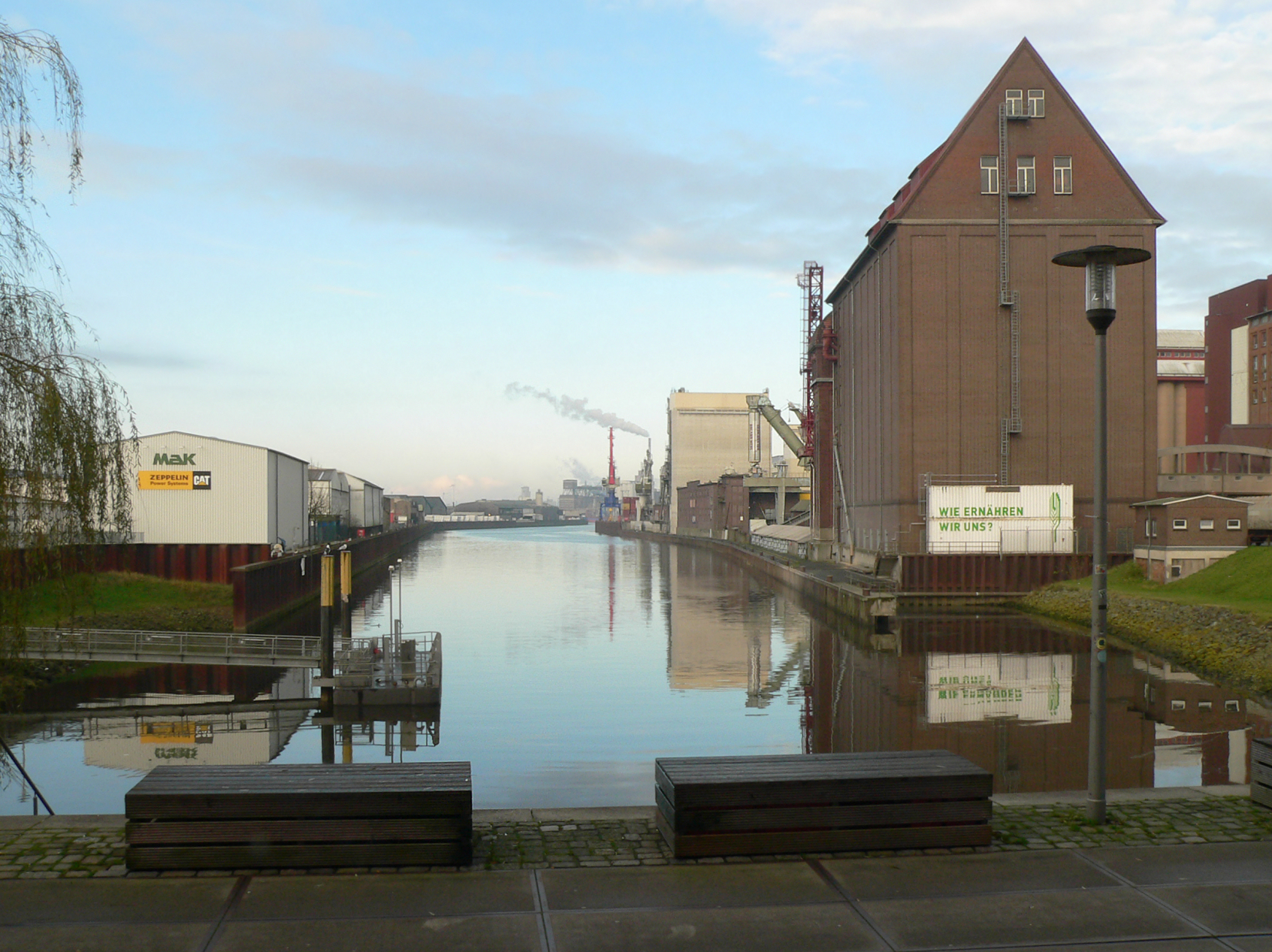
Holz- und Fabrikenhafen vom Ende des Hafenbeckens gesehen (2017)

Der Holz- und Fabrikenhafen, oft kurz nur Holzhafen gernennt, ist ein öffentlicher Hafen an der Weser in Bremen-Walle, der ab 1891 zur Landung von Holz und Getreide entstanden ist. Er gehört zu dem im Jahr 2009 eingerichteten Ortsteil Überseestadt und ist Teil des gleichnamigen Stadtentwicklungsvorhabens für die alten Hafengebiete in Bremen.

## Beschreibung

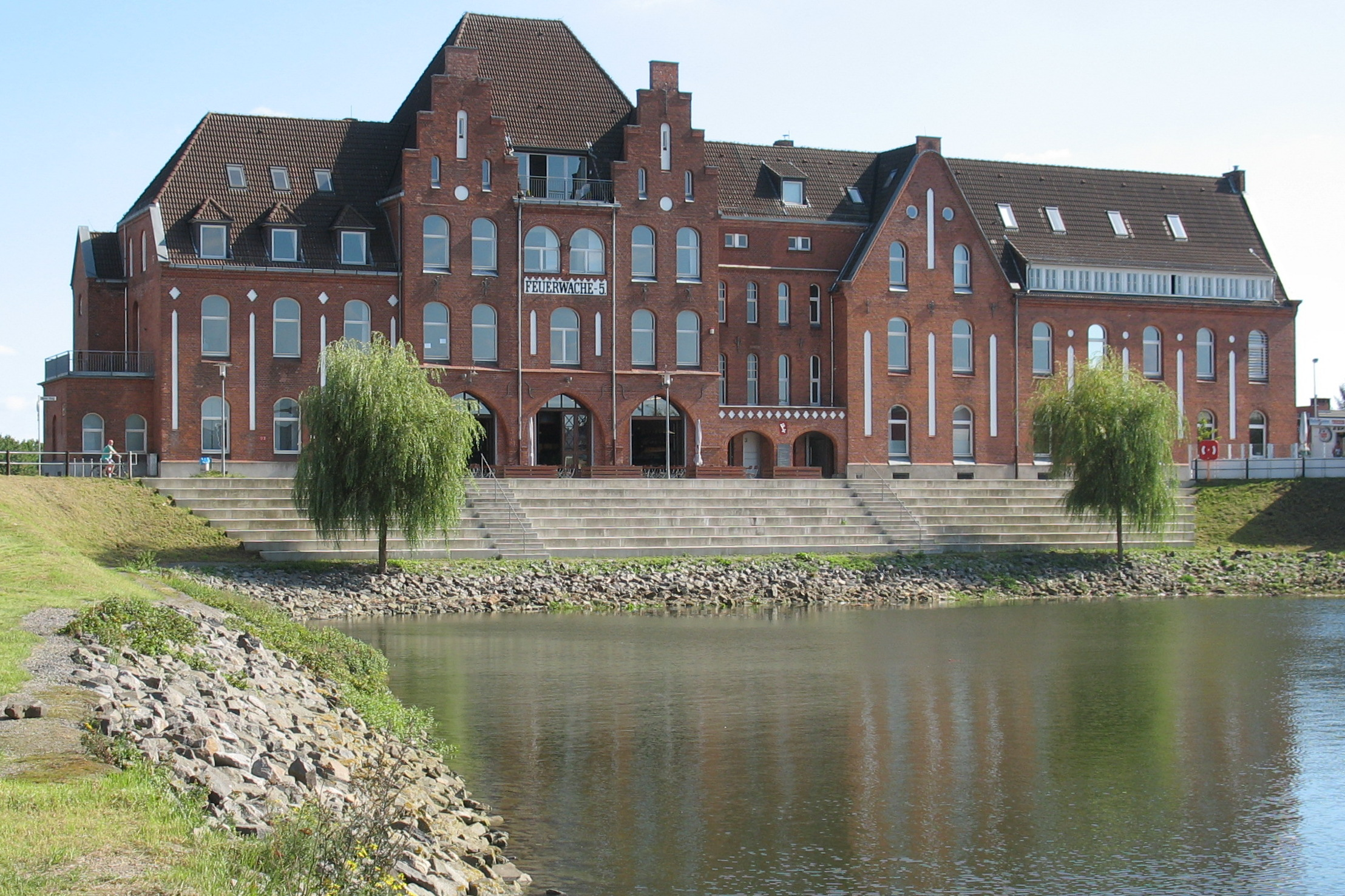
Frühere Feuerwache 5 und Zollamt am Hafenende nahe dem Überseetor (2008)

Der Hafen hat ein rund 1500 Meter langes und durchschnittlich 80 Meter breites Hafenbecken, das über den Getreidehafen und ein Wendebecken mit der Unterweser verbunden ist. Die Wassertiefe beträgt zwischen 5,5 und 6,5 Meter unter Seekartennull. Der Hafen ist tideoffen bei einem Mitteltideniedrigwasser von 30 cm und Mitteltidehochwasser von 450 cm über Seekartennull. 1960 besaß der Hafen 6 Hafenkräne. 
Das südliche Beckenufer des Hafens war ursprünglich für den Holzhandel bestimmt, während am nördlichen Beckenufer Industriebetriebe entstanden. In der Anfangsphase wurde der Hafen wegen der Enge des Hafenbeckens als Kanal bezeichnet und es gab keine Kaimauer, sondern nur eine Böschung. So konnten die neuen Hafenanlieger sich ihren Bereich selbst gestalten.
Am Kopfende des Hafens steht der Gebäudekomplex Feuerwache 5 und Zollamt, der 1907 nach Plänen des Baumeisters Ludwig Beermann vom Hochbauamt Bremen entstanden ist. Heute befindet sich in der ehemaligen Wagenhalle ein Gastronomiebetrieb, während die übrigen Räumlichkeiten als Büros genutzt werden.

## Geschichte

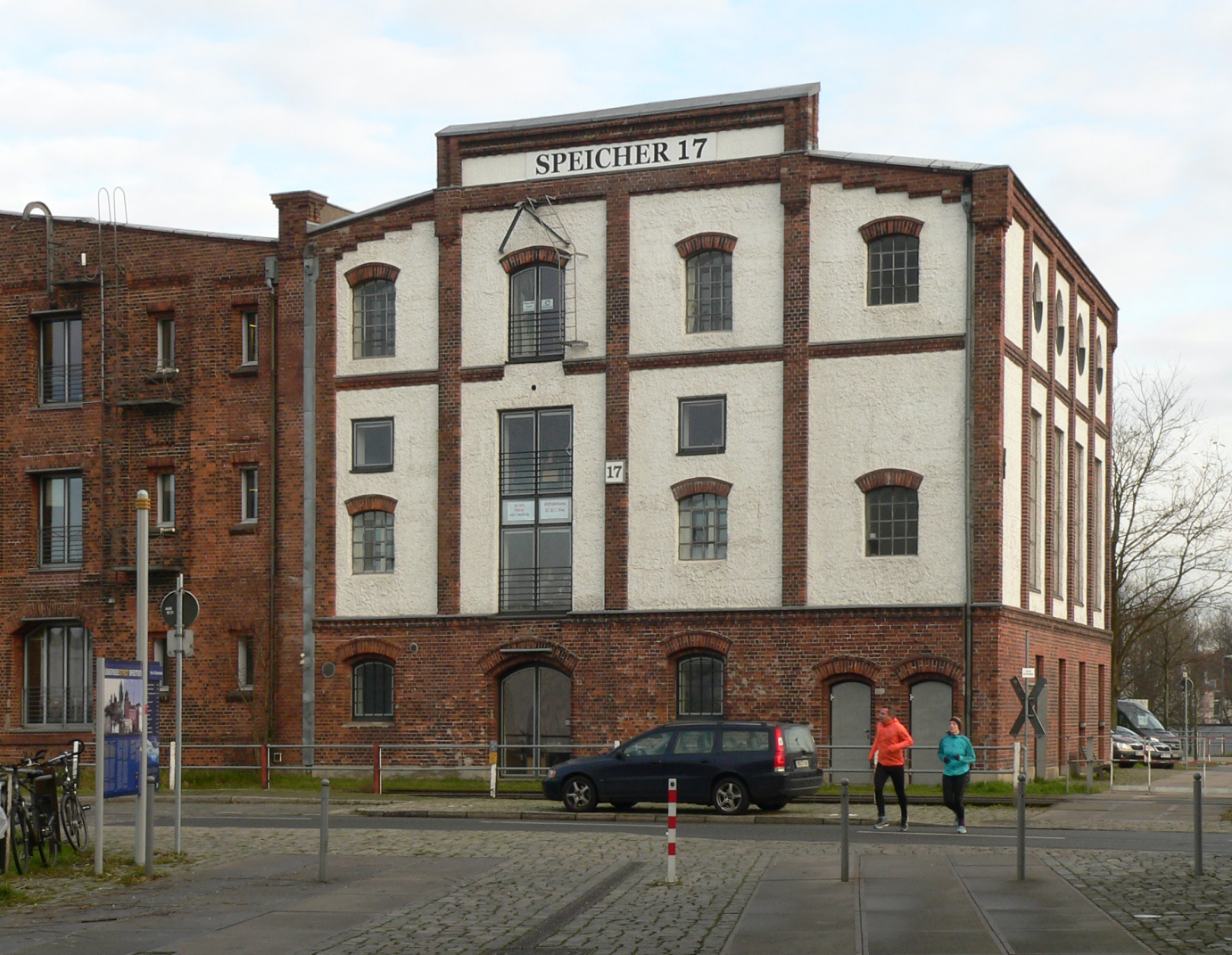
Früheres Speichergebäude am Hafen

Vorläufer des Holz- und Fabrikenhafens war ein Hafen am Woltmershauser Kanal, der Ende des 19. Jahrhunderts wegen der Nachfrage nach europäischen und überseeischen Hölzern zu klein wurde. Die Handelskammer Bremen forderte bereits 1888 neue Umschlag- und Lagerflächen für den Holzhandel. Der Bremer Rat bestimmte ein Gebiet am Waller Wied zur Anlage eines neuen Hafenbeckens. 1891/1892 war der Hafen fertiggestellt und die Gewerbeflächen waren bald belegt, vor allem durch Mühlenbetriebe. Ab 1899 kam es zu weiteren Arbeiten, bei denen das Nordufer des Hafens durch den Bau der Cuxhavener Straße erhöht wurde. 1902 folgten Uferbaumaßnahmen und 1906 wurden die Löschbrücken am Südufer erhöht.
Heute ist das Hafenareal ein weitläufiges Industrie- und Gewerbegebiet mit etwa 40 ansässigen Betrieben. Der Hafenbetrieb ist rückläufig. Während 1991 noch rund 1100 Schiffe ankamen, waren es 1998 nur noch knapp 600. Die Firmen im Hafengebiet werden überwiegend nicht mehr durch Schiffe, sondern durch Lkw bedient.
Am Fabrikenufer sind vor allem Speditionen sowie Mühlenbetriebe ansässig. Größere Unternehmen sind die Rolandmühle mit Gleisanschluss der Bremischen Hafeneisenbahn, die Hansa Mühle und der Fischmehlhersteller J. Müller. Hier hatte auch das Kaffeeunternehmen Hag seinen Sitz, dessen Gebäudekomplex heute eine Gewerbebrache ist. Auf der südwestlichen Hafenseite finden sich heute nur noch vereinzelt Firmen des Holzhandels und der Holzverarbeitung.